# Ботанический памятник природы «Габшорский»
Памятник природы «Габшорский» — ботанический заказник, расположенный в подзоне средней тайги, в верховьях реки Вычегды, в 4 км. к востоку от села Помоздино Усть-Куломского района Площадь 25 га. Год создания — 1967.

## История
Постановлением Совета Министров Коми АССР от 16 октября 1967 г. № 408 участок леса площадью 25 га, находящийся к востоку от с. Помоздино, был объявлен кедровым заказником. А в 1989 г. постановлением Совета Министров Коми АССР была принята новая типизация особо охраняемых природных территорий, по которой заказник получил статус ботанического (кедрового) памятника природы.

## Местоположение
Участок расположен у села Помоздино Усть-Куломского района. Площадь составляет 26 гектаров. Недалеко от этого памятника расположены еще несколько территорий, где охраняются кедровые деревья. Также произрастают и другие деревья.

## Значимость
Роль заказника весьма велика в сохранении растительного мира Республики Коми. В Коми процветает лесозаготовочное дело, поэтому с каждым днем «девственные» леса скуднеют. А именно памятник природы «Габшорский» обеспечивает сохранность кедровника на юго-западе. Ботанический памятник природы «Габшорский» способствует сохранению исторической границы распространения кедра сибирского.